# داس‌نوک‌ها
داس‌نوک‌ها (نام علمی: Campylorhamphus) نام یک سرده از خانواده مرغان تنورساز است.

## گونه‌ها
- داس‌نوک نوک‌سرخ،  Campylorhamphus trochilirostris
- داس‌نوک نوک‌قهوه‌ای،  Campylorhamphus pusillus
- داس‌نوک نوک‌سیاه،  Campylorhamphus falcularius
- داس‌نوک نوک‌خمیده،  Campylorhamphus procurvoides